# Agrotis grammomima
Agrotis grammomima là một loài bướm đêm trong họ Noctuidae.